# Michael Lloyd Coats
Michael Lloyd Coats (Sacramento, Kalifornia, 1946. január 16.–) amerikai űrhajós.

## Életpálya
1968-ban a Haditengerészeti Akadémián repüléstechnikai üzemmérnöki oklevelet szerzett. 1969-ben repülőgép-vezetői jogosítványt kapott. Szolgálati repülőgépe az A–7E volt. 1974-ben berepülőpilóta vizsgát tett, a képzésen megismerte a repülőbalesetek kivizsgálásának módszertanát. Tesztpilótaként az A–4, A–7 repülőgépek változatait tesztelte. 1976-tól 1977-ig tesztpilóta oktató. 1977-ben a George Washington Egyetemen  közigazgatási tudomány és technológiából kapott oklevelet. 1979-ben a Haditengerészeti Akadémiáján repüléstechnikai mérnöki oklevelet szerzett.  A vietnámi háborúban 315 harci bevetésen vett részt. Több mint 5000 órát repült (repülő/űrrepülő), 28 különböző típusú repülőgépen szolgált, 400 alkalommal landolt repülőgép-anyahajó fedélzetére.
1978. január 16-tól a Lyndon B. Johnson Űrközpontban részesült űrhajóskiképzésben. Kiképzett űrhajósként tagja volt a STS–4 és az STS–5 támogató (tanácsadó, problémamegoldó) csoportjának. Három űrszolgálata alatt összesen 19 napot, 7 órát és 56 percet (464 óra) töltött a világűrben. Űrhajós pályafutását 1991. augusztus 1-jén fejezte be. 1991-1996 között a Loral Space & Communications vállalat (repülőelektronika) alelnöke. 1996-tól a Lockheed-Martin vállalt alelnöke. 2005. novembertől 2012. december 31-ig a NASA Johnson Space Center (Houston) igazgatója.

## Űrrepülések
- STS–41–D, a Discovery űrrepülőgép első repülésének pilótája. Három kommunikációs műholdat állítottak pályára, Folytatták a McDonnell Douglas vállalat kísérleti, kutatási, gyártási feladatait (CFES). A McDonnell Douglas partnere megbízásából készítettek az űreszközön nagy mennyiségű tisztított eritropoetint. Sikeres napelemtábla kísérletet végeztek. A teljes szolgálatról filmfelvételt készítettek, amiből dokumentumfilm készült. Első űrszolgálata alatt összesen 6 napot, 00 órát és 12 percet (145 óra) töltött a világűrben. 4 007 000 kilométert (2 490 000 mérföldet) repült, 97 kerülte meg a Földet.
- STS–61–H, 1985 februárjában a küldetés parancsnoka lett volna. A programot a Challenger-katasztrófa miatt törölték.
- STS–29, a Discovery űrrepülőgép 8. repülésének parancsnoka. Útnak indítottak egy kommunikációs műholdat. Elvégezték az előírt kutatási, kísérleti feladatokat. Mintegy 3000 Föld fényképet készítettek. Első űrszolgálata alatt összesen 4 napot, 23 órát és 38 percet (120 óra) töltött a világűrben. 3 200 000 kilométert (2 000 000 mérföldet) repült, 80 kerülte meg a Földet.
- STS–39, a Discovery űrrepülőgép 12. repülésének parancsnoka. Az Amerikai Védelmi Minisztérium megbízásából teljesített szolgálatot. Üzemeltették a SPAS–02 laboratóriumot. Két műszakban elvégezték az előírt kutatási, kísérleti feladatokat. Első űrszolgálata alatt összesen 8 napot, 07 órát és 22 percet (145 óra) töltött a világűrben. 5 584 423 kilométert (3 470 000 mérföldet) repült, 134 kerülte meg a Földet.